# Akim Oda
Akim Oda is een plaats in Ghana (regio Eastern). De plaats telt 38 741 inwoners (census 2000).
Het is de hoofdplaats van het Birim Central Municipal District